# Grantshouse
Grantshouse est un village dans les Scottish Borders, en Écosse.